# Balkezes emberek listája
Ebben a listában balkezes emberek találhatók.

## Művészek, írók
- Carl Philipp Emanuel Bach (1714–1788) német zeneszerző, orgonista[1]
- Ludwig van Beethoven (1770–1827) német zeneszerző, zongorista[2][3]
- Lewis Carroll (1832–1898) angol író, költő, matematikus[4]
- Albrecht Dürer (1471–1528) német festő, grafikus, könyvkiadó[2][5]
- Johann Wolfgang von Goethe (1749–1832) német író, költő[3]
- Glenn Gould (1932–1982) kanadai zongorista, zeneszerző[4]
- Hans Holbein, ifj. (1497–1543) német festő, grafikus[3]
- Paul Klee (1879–1940) svájci származású német festő, grafikus[5]
- Leonardo da Vinci (1452–1519) olasz polihisztor, művész, tudós[2][3][4][6]
- Marcel Marceau (1923–2007) francia színész, pantomimművész[7]
- Michelangelo (1475–1564) olasz festő, szobrász, építész[2][3][4]
- Petőfi Sándor (1822/23–1849?) magyar költő, forradalmár[8]
- Pablo Picasso (1881–1973) spanyol festő, szobrász, grafikus[2]
- Sergey Rachmaninov (1873–1943) orosz zeneszerző, zongorista, karmester[1]
- Raffaello (1483–1520) olasz festő, grafikus, építész[4]
- Mark Twain (1835–1910) amerikai író, újságíró, humorista[9]

## Politikusok, uralkodók
- Nagy Sándor[2][4]
- id. George Bush[10]
- Caius Iulius Caesar[2]
- Fidel Castro[11]
- William J. (Bill) Clinton[2][10][12]
- Gerald Ford[10]
- Benjamin Franklin[13]
- James A. Garfield[14]
- Herbert Hoover[15]
- John McCain[10][12]
- I. Napóleon francia császár[4]
- Barack Obama[10][12]
- II. Ramszesz[16]
- Ronald Reagan[10]
- Harry S. Truman[14]
- Viktória brit királynő[17]

## Sportolók
- Gulyás Péter (1984) magyar kézilabdázó[18]
- Iváncsik Mihály (1959) magyar kézilabdázó[19]
- Iváncsik Tamás (1983) magyar kézilabdázó[19]
- John McEnroe (1959) amerikai teniszező[4]
- Mocsai Tamás (1978) magyar kézilabdázó[20]
- Martina Navratilova (1956) amerikai teniszező[4]
- Papp László (1926–2003) magyar ökölvívó, edző[8]
- Puskás Ferenc (1927–2006) magyar labdarúgó[2][8]
- Szeles Mónika (1973) magyar teniszező[21]
- Szász Emese (1982) magyar párbajtőröző[22][23]

## Színészek, filmes szakemberek
- Ben Stiller
- Mark Wahlberg
- Benkő Péter[24]
- Matthew Broderick[25]
- Charlie Chaplin[9][26]
- Tom Cruise[2]
- Stephanie Zimbalist[27]
- Angelina Jolie[2]
- Nicole Kidman[2][28]
- Demi Moore[2]
- Robert De Niro[29]
- Robert Redford[28]
- Julia Roberts[2]
- Emma Thompson[2]
- Keanu Reeves

## Tudósok
- Marie Curie[2][4]
- Otto Hahn[30] (kémiai Nobel-díj, 1944)
- Isaac Newton[4]
- Alan Turing[4]

## Zenészek
- Katy Perry
- Eminem[2]
- Bob Dylan[2]
- Jimi Hendrix[2][9]
- Paul McCartney[2]
- Lady Gaga[31]
- Ringo Starr[2]
- Zacky Vengeance
- Kurt Cobain
- Chris Martin
- Mark Knopfler

## További balkezesek
- Oszáma bin Láden[32]
- Friedrich Nietzsche[9]
- Vilmos cambridge-i herceg, brit trónörökös[33]